# Parižlje
Parižlje je naselje u slovenskoj Općini Braslovči. Parižlje se nalazi u pokrajini Štajerskoj i statističkoj regiji Savinjskoj. 

## Stanovništvo
Prema popisu stanovništva iz 2002. godine naselje je imalo 718 stanovnika.